# HD 3823
HD 3823 es una estrella de magnitud aparente +5,88.
Está encuadrada en la constelación de Tucana, el tucán, visualmente 2º al sur de η Phoenicis.
Se encuentra a 81 años luz del sistema solar.
Aunque HD 3823 aparece catalogada como una enana amarilla de tipo espectral G0V, su elevada luminosidad —2,3 veces superior a la del Sol— es más consistente con un estatus de subgigante. 
Tiene una temperatura superficial de 5948 - 6022 K y su diámetro es significativamente más grande que el diámetro solar, en torno a un 44% mayor.
Su velocidad de rotación proyectada —límite inferior de la misma— es de 2,3 km/s.
Con una masa apenas un 1% mayor que la del Sol, es una estrella antigua con una edad estimada entre 7200 y 8000 millones de años.
Su órbita galáctica, considerablemente excéntrica (e = 0,30), determina que su distancia respecto al centro de la galaxia varíe entre 5,77 y 10,69 kilopársecs.
HD 3823 presenta un índice de metalicidad notablemente inferior al solar ([Fe/H] = -0,30).
Los niveles de todos los elementos evaluados son menores que en nuestra estrella, destacando el aluminio, cuya abundancia relativa equivale al 40% de la del Sol ([Al/H] = -0,40).
En cuanto a los elementos ligeros, muestra un contenido de litio superior al solar (logє[Li] = 2,41), mientras que el de berilio es comparable al de nuestra estrella.